# Westbeth Artists Community

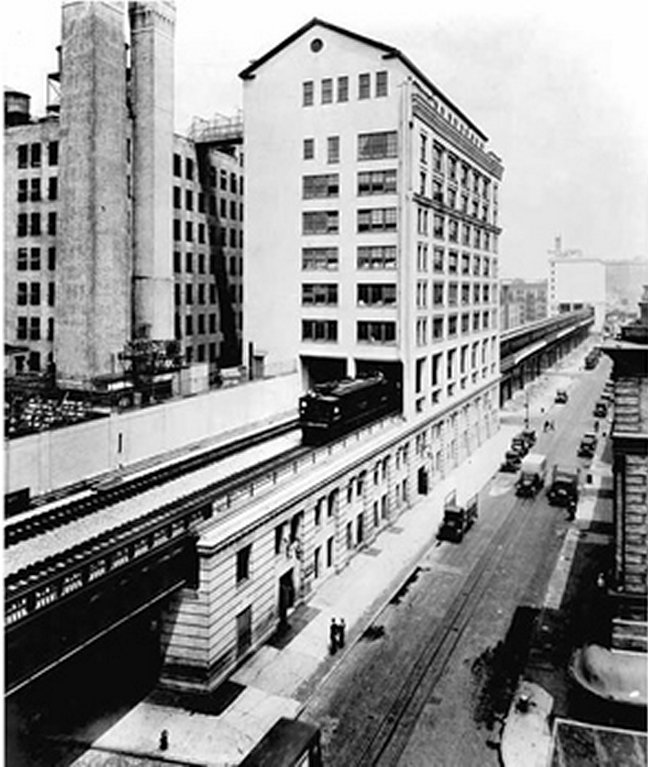
Bell Laboratories Buildings, 1936

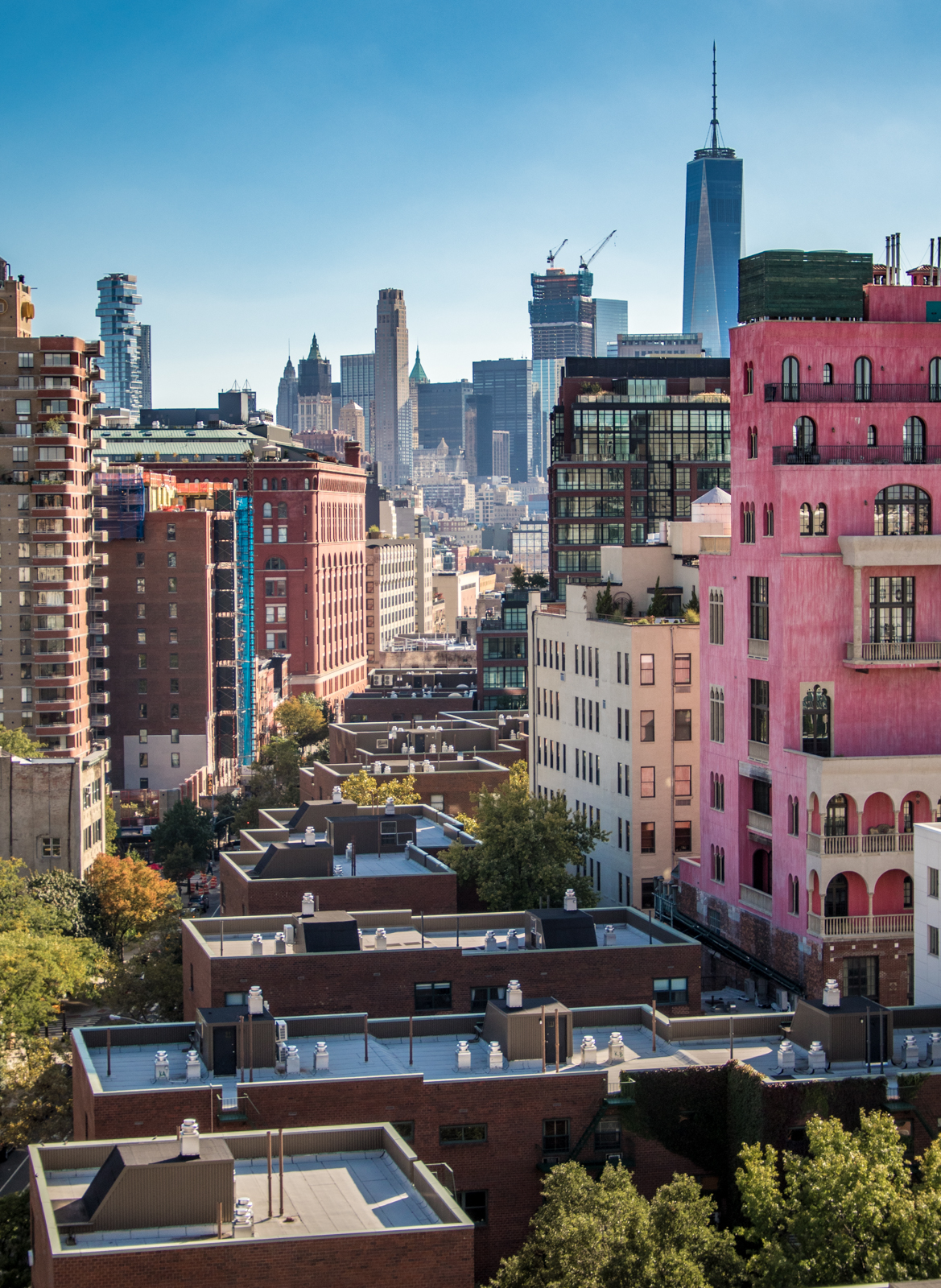
Blick vom Dach der Westbeth Artists Community

Westbeth Artists Housing ist ein gemeinnütziger Wohn- und Gewerbekomplex, der bezahlbaren Wohn- und Arbeitsraum für Künstler und Kunstorganisationen in New York City bietet.

## Lage und Geschichte
Der Komplex umfasst einen ganzen Häuserblock im Viertel West Village von Manhattan. Er wird begrenzt von der West Street, der Bethune Street, der Washington Street und der Bank Street. Der Name leitet sich von zwei dieser Straßen ab, der West Street und der Bethune Street. Der Eingang befindet sich 55, Bethune Street.
Der Wohnkomplex ist bekannt als Bell Laboratories Buildings, da sich darin von 1898 bis 1966 der Hauptsitz der Bell Telephone Laboratories befand, bevor er 1968 bis 1970 umgebaut wurde. Der Umbau erfolgte durch den Architekten Richard Meier.
Das Projekt für Mietwohnungen und Gewerbeimmobilien für Nutzer mit niedrigem bis mittlerem Einkommen ist das weltweit größte seiner Art. Finanziert wird es durch den J. M. Kaplan Fund und staatliche Mittel aus dem National Endowment for the Arts.
Besitzer und Betreiber ist die Westbeth Corp. Housing Development Fund Corp. Inc., eine New Yorker gemeinnützige Gesellschaft, die von einem ehrenamtlichen Vorstand geleitet wird.
Seit 2009 hat Westbeth relativ alte Mieter, darunter viele Erstmieter: etwa 60 % der Mieter sind über 60 Jahre alt, etwa 30 % über 70 Jahre alt. Kinder von Mietern dürfen die Wohnung der Eltern übernehmen und somit entstand eine Mehrgenerationengemeinschaft. Aufgrund der 10- bis 12-jährigen Wartezeit auf eine Wohnung hat Westbeth 2007 seine Warteliste für Wohnheime geschlossen. Dies änderte sich am 18. März 2019, als die Institution begann, Bewerbungen auf unbestimmte Zeit anzunehmen.

## Namhafte Bewohner
Westbeth Artists Housing war und ist die Heimat einer Reihe einflussreicher Künstler, Musiker und Performer, darunter Diane Arbus, Peter Bernstein, Merce Cunningham, David Del Tredici, Robert De Niro Sr., Vin Diesel, Gil Evans, Moses Gunn, Hans Haacke, Billy Harper, Robert Munford, Muriel Rukeyser, Ed Sanders, Tobias Schneebaum, Grete Sultan und Nasheet Waits.

## Künstlerorganisationen
In Westbeth sind daneben u. a. folgende Organisationen untergebracht:
- Martha Graham Dance Company,
- New School of Drama,
- School for Poetic Computation.